# Vòng đấu loại trực tiếp UEFA Champions League 2018–19
Vòng đấu loại trực tiếp UEFA Champions League 2018–19 bắt đầu vào ngày 12 tháng 2 và kết thúc vào ngày 1 tháng 6 năm 2019 với trận chung kết UEFA Champions League 2019 tại sân vận động Wanda Metropolitano ở Madrid, Tây Ban Nha, để xác định nhà vô địch của UEFA Champions League 2018-19. Tổng cộng có 16 đội tranh tài ở vòng đấu loại trực tiếp.
Lần đầu tiên, công nghệ video hỗ trợ trọng tài (VAR) sẽ được sử dụng tại vòng đấu loại trực tiếp Champions League.
Thời gian tới ngày 30 tháng 3 năm 2019 đều theo múi giờ CET (UTC+1) (vòng 16 đội), và thời gian trở về sau (tứ kết, bán kết và chung kết) đều theo múi giờ CEST (UTC+2), được liệt kê bởi UEFA (giờ địa phương, nếu khác nhau thì được hiển thị trong dấu ngoặc).

## Các đội vượt qua vòng bảng
Vòng đấu loại trực tiếp bao gồm 16 đội vượt qua vòng bảng với tư cách đội nhất và nhì của mỗi bảng  ở vòng bảng.
| Bảng | Đội nhất bảng (được xếp vào nhóm hạt giống ở lễ bốc thăm vòng 16 đội) | Đội nhì bảng (được xếp vào nhóm không hạt giống ở lễ bốc thăm vòng 16 đội) |
| ---- | --------------------------------------------------------------------- | -------------------------------------------------------------------------- |
| A    | Borussia Dortmund                                                     | Atlético Madrid                                                            |
| B    | Barcelona                                                             | Tottenham Hotspur                                                          |
| C    | Paris Saint-Germain                                                   | Liverpool                                                                  |
| D    | Porto                                                                 | Schalke 04                                                                 |
| E    | Bayern Munich                                                         | Ajax                                                                       |
| F    | Manchester City                                                       | Lyon                                                                       |
| G    | Real Madrid                                                           | Roma                                                                       |
| H    | Juventus                                                              | Manchester United                                                          |

## Nhánh đấu
|  | Vòng 16 đội           | Vòng 16 đội     | Vòng 16 đội | Vòng 16 đội |   |                       | Tứ kết | Tứ kết | Tứ kết | Tứ kết |  |                       | Bán kết | Bán kết | Bán kết | Bán kết |                   |   | Chung kết (1 tháng 6 – Madrid) | Chung kết (1 tháng 6 – Madrid) |
|  |                       |                 |             |             |   |                       |        |        |        |        |  |                       |         |         |         |         |                   |   |                                |                                |
|  | Tottenham Hotspur     | 3               | 1           | 4           |   |                       |        |        |        |        |  |                       |         |         |         |         |                   |   |                                |                                |
|  | Borussia Dortmund     | 0               | 0           | 0           |   |                       |        |        |        |        |  |                       |         |         |         |         |                   |   |                                |                                |
|  | Borussia Dortmund     | 0               | 0           | 0           |   | Tottenham Hotspur (a) | 1      | 3      | 4      |        |  |                       |         |         |         |         |                   |   |                                |                                |
|  |                       |                 |             |             |   | Tottenham Hotspur (a) | 1      | 3      | 4      |        |  |                       |         |         |         |         |                   |   |                                |                                |
|  |                       | Manchester City | 0           | 4           | 4 |                       |        |        |        |        |  |                       |         |         |         |         |                   |   |                                |                                |
|  | Schalke 04            | Manchester City | 0           | 4           | 4 | 2                     | 0      | 2      |        |        |  |                       |         |         |         |         |                   |   |                                |                                |
|  | Schalke 04            |                 |             |             |   | 2                     | 0      | 2      |        |        |  |                       |         |         |         |         |                   |   |                                |                                |
|  | Manchester City       | 3               | 7           | 10          |   |                       |        |        |        |        |  |                       |         |         |         |         |                   |   |                                |                                |
|  | Manchester City       | 3               | 7           | 10          |   |                       |        |        |        |        |  | Tottenham Hotspur (a) | 0       | 3       | 3       |         |                   |   |                                |                                |
|  |                       |                 |             |             |   |                       |        |        |        |        |  | Tottenham Hotspur (a) | 0       | 3       | 3       |         |                   |   |                                |                                |
|  |                       | Ajax            | 1           | 2           | 3 |                       |        |        |        |        |  |                       |         |         |         |         |                   |   |                                |                                |
|  | Ajax                  | Ajax            | 1           | 2           | 3 | 1                     | 4      | 5      |        |        |  |                       |         |         |         |         |                   |   |                                |                                |
|  | Ajax                  |                 |             |             |   | 1                     | 4      | 5      |        |        |  |                       |         |         |         |         |                   |   |                                |                                |
|  | Real Madrid           | 2               | 1           | 3           |   |                       |        |        |        |        |  |                       |         |         |         |         |                   |   |                                |                                |
|  | Real Madrid           | 2               | 1           | 3           |   | Ajax                  | 1      | 2      | 3      |        |  |                       |         |         |         |         |                   |   |                                |                                |
|  |                       |                 |             |             |   | Ajax                  | 1      | 2      | 3      |        |  |                       |         |         |         |         |                   |   |                                |                                |
|  |                       | Juventus        | 1           | 1           | 2 |                       |        |        |        |        |  |                       |         |         |         |         |                   |   |                                |                                |
|  | Atlético Madrid       | Juventus        | 1           | 1           | 2 | 2                     | 0      | 2      |        |        |  |                       |         |         |         |         |                   |   |                                |                                |
|  | Atlético Madrid       |                 |             |             |   | 2                     | 0      | 2      |        |        |  |                       |         |         |         |         |                   |   |                                |                                |
|  | Juventus              | 0               | 3           | 3           |   |                       |        |        |        |        |  |                       |         |         |         |         |                   |   |                                |                                |
|  | Juventus              | 0               | 3           | 3           |   |                       |        |        |        |        |  |                       |         |         |         |         | Tottenham Hotspur | 0 |                                |                                |
|  |                       |                 |             |             |   |                       |        |        |        |        |  |                       |         |         |         |         |                   | 0 |                                |                                |
|  |                       | Liverpool       | 2           |             |   |                       |        |        |        |        |  |                       |         |         |         |         |                   |   |                                |                                |
|  | Manchester United (a) | Liverpool       | 2           | 0           | 3 | 3                     |        |        |        |        |  |                       |         |         |         |         |                   |   |                                |                                |
|  | Manchester United (a) |                 |             | 0           | 3 | 3                     |        |        |        |        |  |                       |         |         |         |         |                   |   |                                |                                |
|  | Paris Saint-Germain   | 2               | 1           | 3           |   |                       |        |        |        |        |  |                       |         |         |         |         |                   |   |                                |                                |
|  | Paris Saint-Germain   | 2               | 1           | 3           |   | Manchester United     | 0      | 0      | 0      |        |  |                       |         |         |         |         |                   |   |                                |                                |
|  |                       |                 |             |             |   | Manchester United     | 0      | 0      | 0      |        |  |                       |         |         |         |         |                   |   |                                |                                |
|  |                       | Barcelona       | 1           | 3           | 4 |                       |        |        |        |        |  |                       |         |         |         |         |                   |   |                                |                                |
|  | Lyon                  | Barcelona       | 1           | 3           | 4 | 0                     | 1      | 1      |        |        |  |                       |         |         |         |         |                   |   |                                |                                |
|  | Lyon                  |                 |             |             |   | 0                     | 1      | 1      |        |        |  |                       |         |         |         |         |                   |   |                                |                                |
|  | Barcelona             | 0               | 5           | 5           |   |                       |        |        |        |        |  |                       |         |         |         |         |                   |   |                                |                                |
|  | Barcelona             | 0               | 5           | 5           |   |                       |        |        |        |        |  | Barcelona             | 3       | 0       | 3       |         |                   |   |                                |                                |
|  |                       |                 |             |             |   |                       |        |        |        |        |  | Barcelona             | 3       | 0       | 3       |         |                   |   |                                |                                |
|  |                       | Liverpool       | 0           | 4           | 4 |                       |        |        |        |        |  |                       |         |         |         |         |                   |   |                                |                                |
|  | Liverpool             | Liverpool       | 0           | 4           | 4 | 0                     | 3      | 3      |        |        |  |                       |         |         |         |         |                   |   |                                |                                |
|  | Liverpool             |                 |             |             |   | 0                     | 3      | 3      |        |        |  |                       |         |         |         |         |                   |   |                                |                                |
|  | Bayern Munich         | 0               | 1           | 1           |   |                       |        |        |        |        |  |                       |         |         |         |         |                   |   |                                |                                |
|  | Bayern Munich         | 0               | 1           | 1           |   | Liverpool             | 2      | 4      | 6      |        |  |                       |         |         |         |         |                   |   |                                |                                |
|  |                       |                 |             |             |   | Liverpool             | 2      | 4      | 6      |        |  |                       |         |         |         |         |                   |   |                                |                                |
|  |                       | Porto           | 0           | 1           | 1 |                       |        |        |        |        |  |                       |         |         |         |         |                   |   |                                |                                |
|  | Roma                  | Porto           | 0           | 1           | 1 | 2                     | 1      | 3      |        |        |  |                       |         |         |         |         |                   |   |                                |                                |
|  | Roma                  |                 |             |             |   | 2                     | 1      | 3      |        |        |  |                       |         |         |         |         |                   |   |                                |                                |
|  | Porto (s.h.p.)        | 1               | 3           | 4           |   |                       |        |        |        |        |  |                       |         |         |         |         |                   |   |                                |                                |

## Thể thức
Mỗi cặp đấu tại vòng đấu loại trực tiếp, ngoại trừ trận chung kết, được chơi theo thể thức hai lượt, với mỗi đội chơi 1 lượt trên sân nhà. Đội nào có tổng tỉ số cao hơn sau 2 lượt trận giành quyền vào vòng tiếp theo. Nếu tổng tỉ số sau 2 lượt bằng nhau, luật bàn thắng sân khách được áp dụng, nghĩa là đội ghi nhiều bàn thắng trên sân khách hơn đi tiếp. Nếu số bàn thắng trên sân khách bằng nhau, thì 30 phút hiệp phụ được diễn ra (mỗi hiệp 15 phút). Luật bàn thắng sân khách tiếp tục được áp dụng đến khi 2 hiệp phụ kết thúc, nghĩa là nếu có bàn thắng được ghi trong thời gian hiệp phụ và tổng tỉ số vẫn hoà, thì đội đá sân khách đi tiếp nhờ có số bàn thắng sân khách nhiều hơn. Nếu không có bàn thắng nào được ghi sau 2 hiệp phụ, thì cặp đấu được định đoạt bằng loạt sút luân lưu. Trong trận chung kết, nơi diễn ra 1 trận duy nhất, nếu tỉ số hoà sau 90 phút chính thức, thì 2 đội bước vào hiệp phụ, theo sau đó là loạt sút luân lưu nếu tỉ số vẫn hoà.
Cơ chế bốc thăm cho mỗi vòng như sau:
- Tại lễ bốc thăm thăm vòng 16 đội, 8 đội nhất bảng được xếp vào nhóm hạt giống, và 8 đội nhì bảng được xếp vào nhóm không hạt giống. Các đội hạt giống được xếp cặp đối đầu với các đội không hạt giống, với các đội hạt giống làm đội chủ nhà cho trận lượt về. Các đội cùng bảng hoặc cùng hiệp hội không được xếp cặp đối đầu với nhau.
- Tại lễ bốc thăm vòng tứ kết và bán kết, không có đội hạt giống, và các đội cùng bảng hoặc cùng hiệp hội có thể được xếp cặp đối đầu với nhau. Vì lễ bốc thăm vòng tứ kết và vòng bán kết được tổ chức cùng nhau trước khi vòng tứ kết được diễn ra, danh tính của đội thắng vòng tứ kết không được biết tại thời điểm bốc thăm vòng bán kết. Một lượt bốc thăm cũng được diễn ra để xác định đội "chủ nhà" cho trận chung kết (vì mục đích hành chính khi nó được tổ chức trên sân trung lập).

## Lịch thi đấu
Lịch thi đấu như sau (tất cả các lễ bốc thăm được tổ chức tại trụ sở UEFA ở Nyon, Thụy Sĩ).
| Vòng        | Ngày bốc thăm               | Lượt đi                                                         | Lượt về                                                         |
| ----------- | --------------------------- | --------------------------------------------------------------- | --------------------------------------------------------------- |
| Vòng 16 đội | 17 tháng 12 năm 2018, 12:00 | 12–13 & 19–20 tháng 2 năm 2019                                  | 5–6 & 12–13 tháng 3 năm 2019                                    |
| Tứ kết      | 15 tháng 3 năm 2019, 12:00  | 9–10 tháng 4 năm 2019                                           | 16–17 tháng 4 năm 2019                                          |
| Bán kết     | 15 tháng 3 năm 2019, 12:00  | 30 tháng 4 – 1 tháng 5 năm 2019                                 | 7–8 tháng 5 năm 2019                                            |
| Chung kết   | 15 tháng 3 năm 2019, 12:00  | 1 tháng 6 năm 2019 tại sân vận động Wanda Metropolitano, Madrid | 1 tháng 6 năm 2019 tại sân vận động Wanda Metropolitano, Madrid |

## Vòng 16 đội
Lễ bốc thăm vòng 16 đội được tổ chức vào ngày 17 tháng 12 năm 2018, lúc 12:00 CET.

### Tóm tắt
Lượt đi được diễn ra vào các ngày 12, 13, 19 và 20 tháng 2, và lượt về được diễn ra vào các ngày 5, 6, 12 và 13 tháng 3 năm 2019.

| Đội 1             | TTS     | Đội 2               | Lượt đi | Lượt về      |
| ----------------- | ------- | ------------------- | ------- | ------------ |
| Schalke 04        | 2–10    | Manchester City     | 2–3     | 0–7          |
| Atlético Madrid   | 2–3     | Juventus            | 2–0     | 0–3          |
| Manchester United | 3–3 (a) | Paris Saint-Germain | 0–2     | 3–1          |
| Tottenham Hotspur | 4–0     | Borussia Dortmund   | 3–0     | 1–0          |
| Lyon              | 1–5     | Barcelona           | 0–0     | 1–5          |
| Roma              | 3–4     | Porto               | 2–1     | 1–3 (s.h.p.) |
| Ajax              | 5–3     | Real Madrid         | 1–2     | 4–1          |
| Liverpool         | 3–1     | Bayern Munich       | 0–0     | 3–1          |

### Các trận đấu
| Schalke 04                          | 2–3      | Manchester City                        |
| ----------------------------------- | -------- | -------------------------------------- |
| - Bentaleb 38' (ph.đ.), 45' (ph.đ.) | Chi tiết | - Agüero 18' - Sané 85' - Sterling 90' |

| Manchester City                                                                                    | 7–0      | Schalke 04 |
| -------------------------------------------------------------------------------------------------- | -------- | ---------- |
| - Agüero 35' (ph.đ.), 38' - Sané 42' - Sterling 56' - B. Silva 71' - Foden 78' - Gabriel Jesus 84' | Chi tiết |            |

Manchester City thắng với tổng tỷ số 10–2.
| Atlético Madrid           | 2–0      | Juventus |
| ------------------------- | -------- | -------- |
| - Giménez 78' - Godín 83' | Chi tiết |          |

| Juventus                        | 3–0      | Atlético Madrid |
| ------------------------------- | -------- | --------------- |
| - Ronaldo 27', 48', 86' (ph.đ.) | Chi tiết |                 |

Juventus thắng với tổng tỷ số 3–2.
| Manchester United | 0–2      | Paris Saint-Germain         |
| ----------------- | -------- | --------------------------- |
|                   | Chi tiết | - Kimpembe 53' - Mbappé 60' |

| Paris Saint-Germain | 1–3      | Manchester United                         |
| ------------------- | -------- | ----------------------------------------- |
| - Bernat 12'        | Chi tiết | - Lukaku 2', 30' - Rashford 90+4' (ph.đ.) |

Tổng tỷ số 3–3. Manchester United thắng nhờ bàn thắng sân khách.
| Tottenham Hotspur                                   | 3–0      | Borussia Dortmund |
| --------------------------------------------------- | -------- | ----------------- |
| - Son Heung-min 47' - Vertonghen 83' - Llorente 86' | Chi tiết |                   |

| Borussia Dortmund | 0–1      | Tottenham Hotspur |
| ----------------- | -------- | ----------------- |
|                   | Chi tiết | - Kane 49'        |

Tottenham Hotspur thắng với tổng tỷ số 4–0.
| Lyon | 0–0      | Barcelona |
| ---- | -------- | --------- |
|      | Chi tiết |           |

| Barcelona                                                         | 5–1      | Lyon          |
| ----------------------------------------------------------------- | -------- | ------------- |
| - Messi 18' (ph.đ.), 78' - Coutinho 31' - Piqué 81' - Dembélé 86' | Chi tiết | - Tousart 58' |

Barcelona thắng với tổng tỷ số 5–1.
| Roma               | 2–1      | Porto       |
| ------------------ | -------- | ----------- |
| - Zaniolo 70', 76' | Chi tiết | - López 79' |

| Porto                                           | 3–1 (s.h.p.) | Roma                   |
| ----------------------------------------------- | ------------ | ---------------------- |
| - Soares 26' - Marega 52' - Telles 117' (ph.đ.) | Chi tiết     | - De Rossi 37' (ph.đ.) |

Porto thắng với tổng tỷ số 4–3.
| Ajax         | 1–2      | Real Madrid                 |
| ------------ | -------- | --------------------------- |
| - Ziyech 75' | Chi tiết | - Benzema 60' - Asensio 87' |

| Real Madrid   | 1–4      | Ajax                                             |
| ------------- | -------- | ------------------------------------------------ |
| - Asensio 70' | Chi tiết | - Ziyech 7' - Neres 18' - Tadić 62' - Schöne 72' |

Ajax thắng với tổng tỷ số 5–3.
| Liverpool | 0–0      | Bayern Munich |
| --------- | -------- | ------------- |
|           | Chi tiết |               |

| Bayern Munich      | 1–3      | Liverpool                      |
| ------------------ | -------- | ------------------------------ |
| - Matip 39' (l.n.) | Chi tiết | - Mané 26', 84' - Van Dijk 69' |

Liverpool thắng với tổng tỷ số 3–1.

## Tứ kết
Lễ bốc thăm vòng tứ kết được tổ chức vào ngày 15 tháng 3 năm 2019, lúc 12:00 CET

### Tóm tắt
Lượt đi được diễn ra vào các ngày 9 và 10 tháng 4, và lượt về được diễn ra vào các ngày 16 và 17 tháng 4 năm 2019.

| Đội 1             | TTS     | Đội 2           | Lượt đi | Lượt về |
| ----------------- | ------- | --------------- | ------- | ------- |
| Ajax              | 3–2     | Juventus        | 1–1     | 2–1     |
| Liverpool         | 6–1     | Porto           | 2–0     | 4–1     |
| Tottenham Hotspur | 4–4 (a) | Manchester City | 1–0     | 3–4     |
| Manchester United | 0–4     | Barcelona       | 0–1     | 0–3     |

Ghi chú
1. ↑  Thứ tự thi đấu được đảo ngược sau lễ bốc thăm chính thức, nhằm để tránh mâu thuẫn lịch thi đấu với trận đấu giữa Manchester City và Tottenham Hotspur ở cùng thành phố.

### Các trận đấu
| Ajax        | 1–1      | Juventus      |
| ----------- | -------- | ------------- |
| - Neres 46' | Chi tiết | - Ronaldo 45' |

| Juventus      | 1–2      | Ajax                            |
| ------------- | -------- | ------------------------------- |
| - Ronaldo 28' | Chi tiết | - Van de Beek 34' - De Ligt 67' |

Ajax thắng với tổng tỷ số 3–2.
| Liverpool                | 2–0      | Porto |
| ------------------------ | -------- | ----- |
| - Keïta 5' - Firmino 26' | Chi tiết |       |

| Porto         | 1–4      | Liverpool                                           |
| ------------- | -------- | --------------------------------------------------- |
| - Militão 69' | Chi tiết | - Mané 26' - Salah 65' - Firmino 77' - Van Dijk 84' |

Liverpool thắng với tổng tỷ số 6–1.
| Tottenham Hotspur   | 1–0      | Manchester City |
| ------------------- | -------- | --------------- |
| - Son Heung-min 78' | Chi tiết |                 |

| Manchester City                                | 4–3      | Tottenham Hotspur                      |
| ---------------------------------------------- | -------- | -------------------------------------- |
| - Sterling 4', 21' - B. Silva 11' - Agüero 59' | Chi tiết | - Son Heung-min 7', 10' - Llorente 73' |

Tổng tỷ số 4–4. Tottenham Hotspur thắng nhờ bàn thắng sân khách.
| Manchester United | 0–1      | Barcelona         |
| ----------------- | -------- | ----------------- |
|                   | Chi tiết | - Shaw 12' (l.n.) |

| Barcelona                       | 3–0      | Manchester United |
| ------------------------------- | -------- | ----------------- |
| - Messi 16', 20' - Coutinho 61' | Chi tiết |                   |

Barcelona thắng với tổng tỷ số 4–0.

## Bán kết
Lễ bốc thăm vòng bán kết kết được tổ chức vào ngày 15 tháng 3 năm 2019, lúc 12:00 CET (sau khi bốc thăm vòng tứ kết).

### Tóm tắt
Lượt đi được diễn ra vào các ngày 30 tháng 4 và 1 tháng 5, và lượt về được diễn ra vào các ngày 7 và 8 tháng 5 năm 2019.

| Đội 1             | TTS     | Đội 2     | Lượt đi | Lượt về |
| ----------------- | ------- | --------- | ------- | ------- |
| Tottenham Hotspur | 3–3 (a) | Ajax      | 0–1     | 2–3     |
| Barcelona         | 3–4     | Liverpool | 3–0     | 0–4     |

### Các trận đấu
| Tottenham Hotspur | 0–1      | Ajax              |
| ----------------- | -------- | ----------------- |
|                   | Chi tiết | - Van de Beek 15' |

| Ajax                      | 2–3      | Tottenham Hotspur       |
| ------------------------- | -------- | ----------------------- |
| - De Ligt 5' - Ziyech 35' | Chi tiết | - Lucas 55', 59', 90+6' |

Tổng tỷ số 3–3. Tottenham Hotspur thắng nhờ bàn thắng sân khách.
| Barcelona                     | 3–0      | Liverpool |
| ----------------------------- | -------- | --------- |
| - Suárez 26' - Messi 75', 82' | Chi tiết |           |

| Liverpool                            | 4–0      | Barcelona |
| ------------------------------------ | -------- | --------- |
| - Origi 7', 79' - Wijnaldum 54', 56' | Chi tiết |           |

Liverpool thắng với tổng tỷ số 4–3.

## Chung kết
Trận chung kết được diễn ra vào ngày 1 tháng 6 năm 2019 tại sân vận động Wanda Metropolitano ở Madrid. Đội "chủ nhà" (vì mục đích hành chính) được xác định bằng một lượt bốc thăm bổ sung diễn ra sau khi bốc thăm vòng bán kết.
| Tottenham Hotspur | 0–2 | Liverpool                      |
| ----------------- | --- | ------------------------------ |
|                   |     | - Salah 2' (ph.đ.) - Origi 87' |